# Emmy Rossum
Emmanuelle Grey Rossum  (Nueva York, 12 de septiembre de 1986), más conocida como Emmy Rossum, es una actriz y cantautora estadounidense. Ha trabajado en películas como The Day After Tomorrow, Poseidón, El fantasma de la ópera, Mystic River o Hermosas criaturas, y reconocida mayormente por su interpretación de Fiona Gallagher en la serie de televisión estadounidense Shameless.

## Biografía
Emmy Rossum nació el 12 de septiembre de 1986, en la ciudad de Nueva York, Nueva York, Estados Unidos, hija de Sheryl, una fotógrafa corporativa, y de un padre banquero. La familia de Rossum es judía. Sus padres se divorciaron cuando su madre quedó embarazada, siendo entonces educada por su madre, reuniéndose con su padre solo en un par de ocasiones. La canción "Anymore", de su álbum Inside Out, está basada en dicha experiencia.
A los seis años cantó por primera vez en el Metropolitan Opera del Lincoln Center con sus dos grandes ídolos: Plácido Domingo y Luciano Pavarotti. 
Tras cantar el Cumpleaños feliz en 12 tonalidades diferentes, fue recibida por la directora Elena Doria como miembro del Coro Infantil de Ópera Metropolitano. Por 5 dólares por noche, cantó en cinco idiomas diferentes en 20 óperas diferentes como La Boheme, Turandot, y en una presentación en el Carnegie Hall de La maldición de Fausto y El sueño de una noche de verano, entre otras, y trabajó bajo la dirección de Franco Zeffirelli en Carmen.
A los doce años de edad, había crecido demasiado como para utilizar los disfraces infantiles y había aumentado su interés en seguir la carrera de actuación, lo que la llevó a conseguir un agente y a presentarse posteriormente a diversas audiciones.

## Carrera

### Carrera como actriz
En 1997 hizo su debut como actriz en televisión. Ese mismo año participó en la serie Law & Order y al año siguiente en dos películas y una miniserie. En 1999 recibió una nominación a los Young Artist Award a la "Mejor actuación en una película de televisión" por su trabajo en Genius, seguido por su interpretación de la joven Audrey Hepburn en el telefilm de la cadena ABC The Audrey Hepburn Story (2000).
Rossum se inició en la pantalla grande como Apalaches Deladis en la película Songcatcher, que debutó en el Festival de Cine de Sundance, ganando el Premio Especial del Jurado para el Desempeño Sobresaliente del Reparto. También fue nominada a los Independent Spirit Awards en la categoría de "Mejor actuación", y cantó a dúo con Dolly Parton en la banda sonora de la película.
Luego volvería a aparecer en la pantalla grande como Kate Markum en Mystic River y en El día después de mañana, película de desastre ecológico de Roland Emmerich, donde actuó junto con Dennis Quaid y Jake Gyllenhaal. Pero su mayor trabajo fue su recordado papel de Christine Daaé en la mundialmente famosa adaptación a la pantalla del musical de Andrew Lloyd Webber El Fantasma de la Ópera. Tras una larga búsqueda del talento, fue escogida por su voz de soprano lírico y la actuación excelente de la joven cantante de ópera que se convierte en el objeto de la obsesión del fantasma. Este papel le consiguió una nominación a los Globos de Oro, entre otros premios.
En 2006, Rossum apareció en Poseidón, cuyo director, Wolfgang Petersen, dispuso de un alto presupuesto a la hora de hacer este remake de la película La aventura del Poseidón, de 1972. Allí interpretó a Jennifer Ramsey, la hija del personaje de Kurt Russell. También apareció como Julieta en 2006 en el Williamstown Theatre Festival en la producción de Shakespeare de Romeo y Julieta.
En 2014, fue actriz protagonista en la película You're Not You.
En una entrevista, Rossum reveló que había firmado para hacer cuatro películas: una comedia, un drama y dos películas independientes, incluyendo Dare, en 2009. Sin embargo, se anunció el 15 de diciembre de 2007 que Rossum se había sumado al elenco de Dragonball Evolution, dirigida por James Wong, interpretando el papel de Bulma.
A partir de 2010 trabajó en la versión estadounidense de la serie Shameless, actuando junto a William H. Macy, Justin Chatwin (con quien trabajó en Dragonball Evolution) y Joan Cusack.

### Carrera en la música
Después de su papel en El Fantasma de la Ópera, Rossum recibió varias ofertas para grabar discos de música clásica, pero se negó, optando por crear un álbum de música más convencional. De su música dijo: «Hago música pop, pero no soy Britney Spears. Quiero que tenga un poco de David Gray o Annie Lennox»; y afirmó además pasar hasta 12 horas al día en el estudio de grabación.
Cita a Dolly Parton, Madonna, Cher o Barbra Streisand como algunas de sus influencias, entre otros. Su primer álbum, producido por Stuart Brawley, se tituló Inside Out y fue estrenado el 23 de octubre de 2007. Los videoclips de su disco estuvieron disponibles en su página de Myspace.
Para la promoción del álbum, Geffen Records también contó con su primer álbum independiente, Slow Me Down, como parte del segundo volumen de Hollywood Records, que fue estrenado el 10 de julio de 2007. Su álbum Inside Out también está disponible en iTunes. El 27 de octubre de 2007, cantó el himno nacional estadounidense en el New Jersey Devils Stadium, en el partido inaugural del torneo de fútbol americano; junto a esta presentación se produjo el anuncio de su álbum.
El 4 de diciembre de 2007, Rossum presentó tres canciones de Navidad en su disco Carol of the Bells, disponible en iTunes y Amazon. Rossum no se considera a sí misma una cantante de ópera, pero se ha descrito a sí misma como una soprano lírico ligera, aunque admite que su voz aún estaba en desarrollo en aquellos años.
En enero de 2013, publica un nuevo álbum con Warner Bros. Records. Este segundo trabajo, titulado Sentimental Journey, consiste en versiones de clásicos del jazz, de los años veinte a los sesenta. El álbum estuvo diseñado como un calendario musical en el que cada pieza hacía referencia a un mes del año.

## Vida personal
Rossum actualmente divide su tiempo entre el apartamento que comparte con su madre en Manhattan y Los Ángeles. Rossum en una ocasión afirmó: "Cuando yo era muy joven, quería ser 1000 cosas distintas". Asistió a la escuela de Gwyneth Paltrow, Kerry Washington y Sally Pressman de actrices. La escuela le dio un ultimátum cuando empezó a faltar a clase por cuenta de sus compromisos, lo que le obligó a elegir entre la escuela y la música, y prefirió continuar con la música. Rossum recibió su diploma de escuela secundaria en línea cuando tenía quince años a través de cursos de extensión ofrecido por la Universidad de Stanford, en el Programa de Educación para Jóvenes Dotados (EPGY). Ganó el Premio de la Crítica Cinematográfica a la "Mejor Actriz joven" en 2004.
Rossum empezó a salir con David Wildenstein, hijo de un multimillonario dedicado al arte, y habló de él como "un gran hombre. Realmente inteligente, un caballero". Ella tuvo que marcharse a Los Ángeles, mientras que él siguió residiendo en Nueva York, causando el fin de la relación a finales de 2006. Rossum también fue pareja del actor Topher Grace y hubo rumores de que estuvo saliendo con el actor Milo Ventimiglia. Fue pareja del cantante Adam Duritz y estuvo brevemente casada con el productor Justin Siegel. Estuvo saliendo desde 2011 hasta 2013 con el actor Tyler Jacob Moore, al que conoció en el rodaje de la serie Shameless.
Actualmente mantiene una relación con el director Sam Esmail, con el que se comprometió en 2015 y se casó en 2017. Tienen una hija nacida en mayo de 2021 y un hijo nacido en abril de 2023.
Rossum fue convencida por su compañero de la película Poseidón, Josh Lucas, para trabajar con la organización benéfica YouthAIDS, de la que se convirtió en embajadora.

## Filmografía completa

### Cine
| Cine               | Cine                        | Cine                     | Cine | Cine | Cine |
| Año                | Película                    | Papel                    |      |      |      |
| ------------------ | --------------------------- | ------------------------ | ---- | ---- | ---- |
| 2000               | Songcatcher                 | Deladis Slocumb          |      |      |      |
| 2000               | It Had to Be You            | Chica joven              |      |      |      |
| 2001               | An American Rhapsody        | Sheila-15 años           |      |      |      |
| 2001               | Happy Now?                  | Nicky Trent/Jenny Thomas |      |      |      |
| 2002               | Passionada                  | Vicky Amonte             |      |      |      |
| 2003               | Nola                        | Nola                     |      |      |      |
| 2003               | Mystic River                | Katie Markum             |      |      |      |
| 2004               | The Day After Tomorrow      | Laura Chapman            |      |      |      |
| 2004               | El fantasma de la ópera     | Christine Daaé           |      |      |      |
| 2006               | Poseidon                    | Jennifer Ramsey          |      |      |      |
| 2009               | Dragonball Evolution        | Bulma                    |      |      |      |
| 2009               | Dare                        | Alexa Walker             |      |      |      |
| 2011               | Inside                      | Christina Perasso        |      |      |      |
| 2013               | Hermosas criaturas          | Ridley Duchannes         |      |      |      |
| 2014               | Before I Disappear          | Maggie                   |      |      |      |
| 2014               | Comet                       | Kimberly                 |      |      |      |
| 2014               | You're Not You              | Bec                      |      |      |      |
| 2018               | A Futile and Stupid Gesture | Kathryn Walker           |      |      |      |
| 2019               | Cold Pursuit                | Kim Dash                 |      |      |      |
| (Fuente: IMDb.com) |                             |                          |      |      |      |
|                    |                             |                          |      |      |      |

### Televisión
| Televisión         | Televisión               | Televisión           | Televisión                                                               | Televisión | Televisión |
| Año                | Título original          | Papel                | Notas                                                                    |            |            |
| ------------------ | ------------------------ | -------------------- | ------------------------------------------------------------------------ | ---------- | ---------- |
| 1996               | Grace & Glorie           | Luanne               | Película para televisión                                                 |            |            |
| 1997               | As the World Turns       | Abigail Williams     |                                                                          |            |            |
| 1997               | Law & Order              | Alison Martin        | Episodio: "Ritual"                                                       |            |            |
| 1998               | A Will of Their Own      | Joven Sarah          | Miniserie                                                                |            |            |
| 1998               | Only Love                | Lily                 | Película para televisión                                                 |            |            |
| 1999               | Snoops                   | Caroline Beels       | 2 episodios                                                              |            |            |
| 1999               | Genius                   | Claire Addison       | Película para televisión                                                 |            |            |
| 2000               | The Audrey Hepburn Story | Joven Audrey Hepburn | Película para televisión                                                 |            |            |
| 2001               | The Practice             | Allison Ellison      | Episodio: "The Candidate"                                                |            |            |
| 2011–2019          | Shameless                | Fiona Gallagher      | Rol protagonista                                                         |            |            |
| 2017               | Animal Kingdom           |                      | Directora; episodio: "Broken Boards"                                     |            |            |
| 2019               | Mr. Robot                | Cantante             | Sin acreditar                                                            |            |            |
| 2019               | Modern Love              |                      | Directora; episodio: "So He Looked Like Dad. It Was Just Dinner, Right?" |            |            |
| 2022               | Angelyne                 | Angelyne             | 5 episodios, también productora ejecutiva                                |            |            |
| 2023               | The Crowded Room         | Candy Sullivan       | Rol secundario                                                           |            |            |
|                    |                          |                      |                                                                          |            |            |
| (Fuente: IMDb.com) |                          |                      |                                                                          |            |            |
|                    |                          |                      |                                                                          |            |            |

## Premios y nominaciones

### Globos de Oro
| Categoría                        | Trabajo nominado        | Resultado |
| -------------------------------- | ----------------------- | --------- |
| Mejor Actriz - Comedia o Musical | El Fantasma de la Ópera | Nominada  |

### Critic's Choice Awards
| Categoría          | Trabajo nominado        | Resultado | Año  |
| ------------------ | ----------------------- | --------- | ---- |
| Mejor Actriz joven | El Fantasma de la Ópera | Ganadora  | 2004 |

### Critic's Choice Television Awards
| Categoría            | Trabajo nominado | Resultado | Año  |
| -------------------- | ---------------- | --------- | ---- |
| Mejor Actriz-Drama   | Shameless        | Nominada  | 2012 |
| Mejor Actriz-Comedia | Shameless        | Nominada  | 2014 |